# Tasnim News Agency
Tasnim News Agency (en persa: خبرگزاری تسنیم‎) es una agencia de noticias internacional de inversionistas privados, originaria de Irán su primera publicación fue lanzada el 11 de noviembre de 2012. Su objetivo es cubrir una variedad de temas políticos, sociales, económicos e internacionales junto con otros campos. Todo su contenido tiene licencia Creative Commons.

## Perfil
Sus objetivos declarados son "[defender] a la República Islámica [de Irán] contra la campaña de propaganda negativa de los medios [refiriéndose a occidente] y proporcionar a nuestros lectores realidades en el terreno sobre Irán y el Islam".
A partir de 2014, la principal sede de noticias de la agencia de noticias fue centralizada en Teherán. Igualmente la agencia tiene su inclinación política ya que contiene fuertes vínculos con los Cuerpos de la Guardia Revolucionaria Islámica (CGRI). El 10 de abril de 2013, el jefe del CGRI, Mohammad Ali Jafari, visitó la sede de Tasnim y fue citado por la agencia de noticias diciendo: "Los medios fieles y revolucionarios tienen hoy un deber muy fuerte al enfrentar los complots antislámicos y antihumanos de los opresores".

## Otros idiomas
La agencia de noticias Tasnim mantiene un departamento dotado de traductores de habla inglesa y persa que se encargan de traducir diversos artículos de un idioma al otro.